# Czechoslovak Open 1990
Czechoslovak Open 1990, hraný jako Mezinárodní mistrovství ČSFR mužů v tenise, byl tenisový turnaj na profesionálním okruhu ATP Tour. Čtvrtý ročník Czechoslovak Open probíhal mezi 6. a 12. srpnem 1990 v československé metropoli Praze na antukových dvorcích štvanického areálu.
Turnaj dotovaný 148 400 dolary patřil do kategorie World Series Designated Week. Nejvýše nasazeným singlistou se stal šestý hráč světa Thomas Muster z Rakouska. Trofej ve dvouhře získal španělský tenista Jordi Arrese po finálové výhře za 2:34 hodiny nad 18letým juniorským mistrem světa Kultim ze Švédska. Poražený přitom v každé sadě nevyužil setbol. Španěl tak vybojoval druhou kariérní trofej ve dvouhře z celkového počtu šesti vítězství. Deblovou soutěž vyhrála československá dvojice Vojtěch Flégl a Daniel Vacek.

## Mužská dvouhra

### Nasazení
| Stát       | Hráč                   | ATP | Nasazení |
| ---------- | ---------------------- | --- | -------- |
| Rakousko   | Thomas Muster          | 6.  | 1.       |
| Argentina  | Guillermo Pérez Roldán | 17. | 2.       |
| Rakousko   | Horst Skoff            | 25. | 3.       |
| Uruguay    | Marcelo Filippini      | 30. | 4.       |
| Argentina  | Franco Davín           | 39. | 5.       |
| Jugoslávie | Goran Prpić            | 58. | 6.       |
| Švédsko    | Magnus Larsson         | 61. | 7.       |
| Španělsko  | Jordi Arrese           | 36. | 8.       |

### Jiné formy účasti
Následující hráči obdrželi divokou kartu do hlavní soutěže:
- Ctislav Doseděl
- Jan Kodeš, ml.
- Martin Damm

Následující hráči postoupili z kvalifikace:
- Stefano Pescosolido
- René Hanák
- Cyril Suk
- Saša Hiršzon

## Mužská čtyřhra

### Nasazení
| Stát                                                          | Hráč               | Stát           | Hráč                  | ATP  | Nasazení |
| ------------------------------------------------------------- | ------------------ | -------------- | --------------------- | ---- | -------- |
| Československo                                                | Tomáš Šmíd         | Československo | Cyril Suk             | 95.  | 1.       |
| Argentina                                                     | Horacio de la Peña | Venezuela      | Alfonso González-Mora | 232. | 2.       |
| Československo                                                | David Rikl         | Československo | Tomáš Anzari          | 233. | 3.       |
| Španělsko                                                     | Francisco Clavet   | Rakousko       | Horst Skoff           | 289. | 4.       |
| číslo „ATP“ je součtem žebříčkového postavení obou členů páru |                    |                |                       |      |          |

### Jiné formy účasti
Následující pár postoupil do hlavní soutěže z kvalifikace:
- Saša Hiršzon /  Franco Davín

## Přehled finále

### Mužská dvouhra
- Jordi Arrese vs.  Nicklas Kulti 7–6, 7–6

### Mužská čtyřhra
- Vojtěch Flégl /  Daniel Vacek vs.  George Cosac /  Florin Segărceanu 5–7, 6–4, 6–3